# Mipam Chögyal Rabten
Mipam Chögyal Rabten, ook wel Mipam Trinley Rabten (1658-1682), was een Tibetaans tulku. Hij was de zesde tai situ, een van de invloedrijkste geestelijk leiders van de karma kagyütraditie in het Tibetaans boeddhisme en van de kagyütraditie in het algemeen.